# Fibra òptica

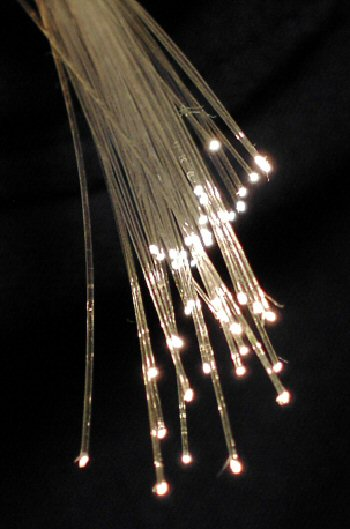
Un feix de cables de fibra òptica.

La fibra òptica és un filament flexible de secció circular fet d'un tipus de vidre o plàstic capaç de transportar feixos de llum en el seu interior. Funciona com una guia d'ones per al rang de freqüències compreses entre 10¹⁴ Hz i 1015 Hz. És molt important generar la freqüència de llum adequada segons el tipus de fibra amb què es treballa.
És necessari també disposar d'una font de llum que emeti un feix molt direccional, de manera que es pugui introduir a la fibra òptica amb la major eficiència possible, ja que aquestes tenen un diàmetre molt petit, una fracció de mil·límetre, aproximadament. Les utilitzades són els LED i els làsers. Es trien en funció de la propagació a través de la fibra òptica.

## Origen i evolució
La idea de transmetre informació per mitjà de llum com a portadora es va començar a desenvolupar cap a mitjans del segle xix. El 1870 el físic britànic John Tyndall (1820-1893) fou el primer a demostrar que un prim corrent d'aigua podia contenir i guiar la llum. Als voltants de 1880 Alexander Graham Bell va construir el fotòfon que enviava missatges vocals a curta distància per mitjà de la llum. No obstant això, resultava inviable per la falta de fonts de llum adequades. Amb la invenció i construcció del làser en la dècada de 1960 va tornar a prendre idea la possibilitat d'utilitzar la llum com a suport de comunicacions fiables i d'alt potencial d'informació a causa de la seva elevada freqüència portadora. En aquells dies, van començar els estudis bàsics sobre modulació i detecció òptica. Els primers experiments sobre transmissió atmosfèrica van posar de manifest diversos obstacles com l'escassa fiabilitat deguda a precipitacions, contaminació o turbulències atmosfèriques. La utilització de fibres de vidre com a medi guia no va trigar a ressaltar com a possible solució: mida, pes, facilitat de maneig, flexibilitat i cost. En concret, les fibres de vidre permetien guiar la llum mitjançant múltiples reflexions internes dels feixos de llum, no obstant això, al principi presentaven elevades atenuacions. El 1966 es va publicar un article en el qual s'assenyalava que l'atenuació observada fins llavors en les fibres de vidre, no era deguda al sistema utilitzat sinó a impureses originades en el procés de fabricació. A partir d'aquesta data comencen a produir-se esdeveniments que donaran com a resultat final la implantació i utilització cada vegada major de la Fibra Òptica com a alternativa als cables de coure, ja que aquests presenten alguns inconvenients que fan necessari buscar altres vies per a la transmissió de dades.
Després d'anys d'investigació, el 1977 es duu a terme un experiment amb gran èxit que demostra la capacitat de la fibra òptica en comunicacions de veu, vídeo i dades utilitzant làsers i LED com a fonts de llum. Això deriva en el gran desenvolupament d'aquest material en el camp de les telecomunicacions. Així, el 1988 es posa en funcionament el TAT-8, el primer enllaç transoceànic fet de fibra òptica.

## Característiques
La fibra òptica està formada per tres parts diferenciades:
- Nuclis: Filament translluent fet d'algun tipus de vidre o plàstic el diàmetre del qual està comprès entre 69 i 96 micres depenent del tipus de fibra òptica. Té un índex de refracció alt.
- Revestiment: Permet retenir la llum dins el nucli i provocar la reflexió total d'aquesta. Perquè això sigui possible, l'índex de refracció del revestiment ha de ser inferior al del nucli.
- Coberta: Protegeix la fibra fent-la més robusta i evitant que es malmeti. Està formada per material plàstic

## Funcionament
El funcionament de les fibres òptiques es basa en el principi òptic de la reflexió total. La llum incideix a la fibra amb un cert angle i es propaga fins a trobar-se la superfície que separa el nucli i el revestiment. Com que aquestes dues superfícies tenen índexs de refracció diferents, en aquest punt la llum pateix una reflexió total de manera que tot el feix es reflecteix dins del filament sense deixar escapar llum, i per això no s'aprecien pèrdues. Aquest principi òptic es compleix arran del fet que l'índex de refracció del revestiment és inferior al del nucli, i també perquè la llum penetra dins de la fibra amb un angle determinat calculat prèviament. Aquest angle d'incidència no pot ser inferior a l'angle crític (respecte a la normal perpendicular a ambdós materials) establert pels materials del nucli i el revestiment. Si no es complís aquesta condició, no es donaria la reflexió total i, per tant, s'observarien pèrdues.

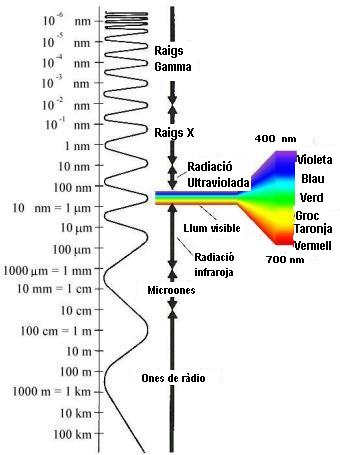
Espectre electromagnètic.

Els sistemes de comunicació òptica utilitzen la part de la banda infraroja més propera a l'espectre visible. La longitud d'ona que s'utilitza depèn dels dispositius dels que es disposa. Actualment es treballa en les bandes de freqüència següents, també conegudes amb el nom de finestres: 
- 1a finestra: 850 nm
- 2a finestra 1300 nm
- 3a finestra 1550 nm
És possible, també, utilitzar senyals amb una longitud d'ona dins de l'espectre visible, per exemple en certes aplicacions industrials, ja que el fet que es puguin veure pot resultar útil malgrat les pèrdues que es donen.

## Tipus
La següent classificació s'estableix en funció de la propagació de la llum a l'interior de la fibra:

### Monomode
En la fibra monomode, el diàmetre del nucli es redueix a dimensions de l'ordre de la longitud d'ona. Això provoca que només hi passi un sol mode: el raig òptic central, també conegut com a raig axial. Aquest únic camí generat a causa de les petites dimensions del nucli evita la dispersió multimodal.
S'utilitza en aplicacions de llarga distància, ja que ofereix més prestacions, tot i que és més cara. La font de llum és làser, concretament s'utilitza el dispositiu ILD (injection laser diode). Normalment la fibra monomode es fa servir en la segona i la tercera finestra.

### Multimode
En aquest cas el diàmetre és major que el de les fibres monomode, de manera que la llum viatja seguint molts camins que depenen de la longitud d'ona, la freqüència i l'angle d'inserció de la llum. La font de llum que s'utilitza és el LED. S'utilitza normalment en la primera i la segona finestra.
Dintre de les fibres multimode existeixen dos tipus diferents en funció de les característiques dels índexs de refracció:
- Índex discret
Els índexs de refracció del nucli i del revestiment són diferents però uniformes i, per tant, el senyal es guia a causa de la reflexió total en la superfície de separació d'aquests. La reflexió total es dona per a molts angles. Aquestes característiques possibiliten diversos modes de propagació lumínica, i per tant, diversos temps de recorregut lumínic. Aquest tipus de fibres són les més utilitzades en enllaços de distàncies curtes, fins a un km, i la seva aplicació més important està en les xarxes locals.
- Índex gradual
Es produeix un disminució gradual de l'índex de refracció del nucli des de l'interior a l'exterior fet que provoca una propagació ondulada a l'interior de la fibra. Aquest tipus no origina tants modes de propagació com l'anterior i són les utilitzades en enllaços de fins a 10 km.

## Elements d'un sistema de fibra òptica
Els sistemes de fibra òptica estan composts per un emissor, que té com a funció convertir el senyal elèctric en senyal òptic per a enviar-lo a través d'una fibra òptica. En l'extrem oposat de la fibra es troba el detector, que converteix el senyal òptic novament en senyal elèctric. S'utilitza modulació d'amplitud, modulant la intensitat de llum generada per l'emissor.
Com que els emissors i els detectors introdueixen no linealitats al convertir el senyal elèctric a òptic i viceversa, i també al soroll que s'afegeix en aquest tipus de sistemes, la transmissió és molt més apropiada per a senyals digitals (estats d'encès-apagat de l'emissor) que no pas analògics, tot i que també és possible treballar amb aquests últims.
- Emissors
Els dispositius utilitzats com a emissors de radiació lluminosa en els sistemes de comunicacions òptiques són el díode làser i el LED com ja s'ha vist anteriorment, i són també anomenats convertidors electro-òptics (E/O). En funció del sistema escollim un o l'altre. El làser ofereix millor rendiment en amplades de banda grans i llargues distàncies, mentre que el LED se sol escollir per a amplades de banda menors i curtes distàncies, ja que tant el circuit d'atac com el de control són més senzills.
- Detectors
El detector és un dispositiu que s'encarrega de convertir fotons en electrons, que també es coneix com a convertidor opto-electrònic (O/E). Els fotodetectors utilitzats en les comunicacions òptiques són el fotoconductor, el díode P-N i el fotodíode d'allau. La major part de sistemes instal·lats usen díodes PIN.
- Repetidors
El senyal òptic que es propaga a través de la fibra òptica es degrada per l'atenuació i restricció de l'amplada de banda de la fibra. El millor mètode per a regenerar el senyal transmès és tractar el senyal de forma elèctrica. Per tant, els convertidors I/O i O/I són components indispensables en un repetidor òptic. L'amplificador i l'igualador del senyal elèctric són similars als dels sistemes de transmissió convencionals.

## Avantatges i desavantatges
Els sistemes de comunicació per fibra òptica presenten un conjunt important d'avantatges sobre altres suports utilitzats en la transmissió de senyals analògics i digitals, com per exemple:
- Molt flexible, menor pes i volum.
- Gran amplada de banda: permet la transmissió d'un gran volum d'informació.
- Baixa atenuació: permet realitzar enllaços de major longitud sense necessitat de repetidors. L'atenuació depèn del tipus de fibra òptica i de la longitud d'ona utilitzada.
- No és afectada per les interferències electromagnètiques. Es deu al fet que dintre seu no viatja senyal elèctric sinó llum. S'aconsegueix un índex menor d'errors en la transmissió de senyals digitals.[2]
- Seguretat i aïllament elèctric. Molt útil en determinades aplicacions en ambients perillosos (ambients explosius o inflamables), on no es poden produir descàrregues elèctriques o espurnes.
- Seguretat enfront de possibles intervencions en la línia: Encara que no és impossible "punxar" una fibra òptica, és més difícil que en altres suports i normalment la intervenció es pot detectar.
- Més resistent a condicions ambientals desfavorables.
- Molt fiable: Les fibres no perden llum degut a la reflexió total.

La fibra òptica també presenta alguns inconvenients: 
- Cost elevat en comparació amb els altres mitjans de comunicació més habituals
- No hi ha una estandardització dels productes: planteja problemes de compatibilitat.
- La instal·lació dels connectors és complexa i requereix un personal amb formació adequada.
- Les fibres són fràgils i la reparació d'un cable trencat o malmès és dificultosa.

## Aplicacions
El camp d'aplicació de les fibres òptiques és molt ample i augmenta dia a dia. Algunes de les aplicacions més importants són: 
- Telecomunicacions. En aquest apartat cal incloure la xarxa d'enllaços i la xarxa d'abonament de les administracions públiques de telefonia. Cal destacar la importància de les fibres òptiques en el context de la xarxa digital de serveis integrats (RDSI).
- Xarxes locals i comunicació entre ordinadors.
- Enllaços de televisió. Aplicació molt útil en enllaços de televisió per a aplicacions de seguretat.
- Electromedicina: Transmissió de llum a punts difícils d'il·luminar, cirurgia amb làser...
- Aplicacions industrials: sensors, automatització industrial...
- Il·luminació, decoració i senyalització.
- Aplicacions militars: Les comunicacions per fibra òptica ofereixen molta seguretat.
- Altres: Degut a la seva lleugeresa i alta capacitat de transmissió de dades, són molt útils quan el pes és determinant, com per exemple en avions i vaixells.

Mentre que el preu del cable de coure augmenta any a any, en els sistemes de fibra òptica la tendència és al revés. A més a més, la investigació en aquest camp és intensa i hi ha continus progressos. Per això és previsible que en el futur la importància de la fibra òptica en tots els camps sigui creixent.

## Procés de fabricació
Per a la creació de la preforma existeixen quatre processos que són principalment utilitzats.
L'etapa de fabricació de la preforma pot ser a través d'algun dels següents mètodes:
- M.C.V.D (Modified Chemical Vapor Deposition)

Va ser desenvolupat originalment per Corning Glass i modificat pels Laboratoris Bell per al seu ús industrial. Utilitza un tub de quars pur d'on es parteix i és dipositada en el seu interior la barreja de diòxid de silici i additius de dopat en forma de capes concèntriques. A continuació en el procés industrial s'instal·la el tub en un torn giratori. El tub és escalfat fins a aconseguir una temperatura compresa entre 1.400 °C i 1.600 °C mitjançant un cremador d'hidrogen i oxigen. En girar el torn, el cremador comença a desplaçar-se al llarg del tub. Per un extrem del tub s'introdueixen els additius de dopat, part fonamental del procés, ja que de la proporció d'aquests additius dependrà el perfil final de l'índex de refracció del nucli. La deposició de les successives capes s'obtenen de les successives passades del cremador, mentre el torn gira; quedant d'aquesta forma sintetitzat el nucli de la fibra òptica. L'operació que resta és el col·lapse, s'aconsegueix igualment amb el continu desplaçament del cremador, solament que ara a una temperatura compresa entre 1.700 °C i 1.800 °C. Precisament és aquesta temperatura la que garanteix l'estovament del quars, convertint-se així el tub en el cilindre massís que constitueix la preforma. Les dimensions de la preforma solen ser d'un metre de longitud útil i d'un centímetre de diàmetre exterior.
- V.A.D (Vapor Axial Deposition)

El seu funcionament es basa en la tècnica desenvolupada per la Nippon Telephone and Telegraph (N.T.T), molt utilitzat al Japó per companyies dedicades a la fabricació de fibres òptiques. La matèria primera que utilitza és la mateixa que el mètode M.C.V.D, la seva diferència amb est radica, que en aquest últim solament es dipositava el nucli, mentre que en aquest a més del nucli de la FO es diposita el revestiment. Per aquesta raó ha de cuidar-se que a la zona de deposició axial o nucli, es dipositi més diòxid de germani que en la perifèria, la qual cosa s'aconsegueixen a través de la introducció dels paràmetres de disseny al programari que serveix de recolzo en el procés de fabricació.
A partir d'un cilindre de vidre auxiliar que serveix de suport per la preforma, s'inicia el procés de creació d'aquesta, dipositant-se ordenadament els materials, a partir de l'extrem del cilindre quedant així conformada la trucada "preforma porosa". Conformi la seva taxa de creixement es va desprenent del cilindre auxiliar de vidre. El següent pas consisteix en el col·lapsat, on se sotmet la preforma porosa a una temperatura compresa entre els 1.500 °C i 1.700 °C, aconseguint-se així el reblaniment del quars. Quedant convertida la preforma porosa buida en el seu interior en el cilindre massís i transparent, mitjançant el qual se sol descriure la preforma.
Comparat amb el mètode anterior (M.C.V.D) té l'avantatge que permet obtenir preformes amb major diàmetre i major longitud, alhora que precisa una menor aportació energètica. L'inconvenient més destacat és la sofisticació de l'equipament necessari per a la seva realització.
- O.V.D (Outside Vapor Deposition)

Desenvolupat per Corning Glass Work. Part d'una vareta de substrat ceràmica i un cremador. En la flama del cremador són introduïts els clorurs vaporosos i aquesta caldea la vareta. A continuació es realitza el procés denominat síntesi de la preforma, que consisteix en l'assecat de la mateixa mitjançant clor gasós i el corresponent col·lapsat de forma anàloga als realitzats amb el mètode V.A.D, quedant així sintetitzats el nucli i revestiment de la preforma.
Entre els Avantatges, és de citar que les taxes de deposició que s'aconsegueixen són de l'ordre de {\displaystyle 4.3g/min}, la qual cosa representa una taxa de fabricació de FO de {\displaystyle 5km/h}, havent estat eliminades les pèrdues inicials en el pas d'estiratge de la preforma.
També és possible la fabricació de fibres de molt baixa atenuació i de gran qualitat mitjançant l'optimització en el procés d'assecat, perquè els perfils així obtinguts són llisos i sense estructura anul·lar recognoscible.
- P.C.V.D (Plasma Chemical Vapor Deposition)

És desenvolupat per l'empresa neerlandesa Philips i es caracteritza per l'obtenció de perfils llisos sense estructura anul·lar recognoscible. El seu principi es basa en l'oxidació dels clorurs de silici i germani, creant en aquests un estat de plasma, seguit del procés de deposició interior.

### Etapa d'estirament de la preforma
Qualsevol tècnica que s'utilitzi que permeti la construcció de la preforma és comuna en tots els processos d'estirament d'aquesta. La tècnica consisteix bàsicament en l'existència d'un forn tubular obert en l'interior del qual se sotmet la preforma a una temperatura de 2000 °C per aconseguir el reblaniment del quars i que quedi fix el diàmetre exterior de la FO.
Aquest diàmetre s'ha de mantenir constant mentre s'aplica una tensió sobre la preforma. Per aconseguir això, els factors que ho permeten són precisament la constància i uniformitat de la tensió de tracció i l'absència de corrents de convecció a l'interior del forn.
En aquest procés s'ha de cuidar que l'atmosfera interior del forn estigui aïllada de partícules provinents de l'exterior per evitar que la superfície estovada de la FO pugui ser contaminada, o que es puguin crear microfisures amb la conseqüent inevitable trencament de la fibra. Aquí és on també s'aplica a la fibra un material sintètic que generalment és un polímer viscós, el qual possibilita les elevades velocitats d'estiratge compreses entre {\displaystyle 1m/sg} i {\displaystyle 3m/sg}, formant-se així una capa uniforme sobre la fibra totalment lliure de bombolles i impureses. Posteriorment es passa a l'enduriment de la protecció abans descrita, quedant així la capa definitiva de polímer elàstic. Això es realitza habitualment mitjançant processos tèrmics o a través de processos de reaccions químiques mitjançant l'ocupació de radiacions ultraviolades.